# Blog Roku
Blog Roku – konkurs organizowany od 2005 roku przez portal Onet.pl, mający na celu wyłonienie najlepszego polskojęzycznego blogu. Początkowo mogli w nim uczestniczyć tylko blogerzy z platformy Blog.onet.pl, od III edycji z 2007 roku konkurs został otwarty na całą polską blogosferę.
W konkursie Blog Roku mogą wziąć udział wszyscy blogerzy, bez względu na to w jakiej domenie prowadzą swój blog.
Wyboru dokonują zarówno członkowie specjalnie powołanej Kapituły Konkursu, jak i internauci. W jury zasiadają osoby ze świata kultury i mediów.

## Blog Roku 2005[1]
Do konkursu zgłoszono prawie 40 tysięcy blogów.
Kapituła w składzie: Krystyna Kofta, Joanna Brodzik, Ewa Drzyzga, Celestyna Król, Bartek Chaciński, Tomasz Bagiński, Bartosz Minkiewicz oraz Halina Worwa, wybrała:
- Blog Roku 2005: Wawrzyniec Prusky
- Blog Roku 2005 II Nagroda: Pejzaże karpackie
- Blog Roku 2005 III Nagroda: Czerwona sukienka
- Nagroda Specjalna: Borntosleep

Blogi Wyróżnione przez jury:
- Angel is red
- Polska Krasnoludowa
- Blog Walpurga
- Brak seksu
- Informacje CSK
- Zapisane chwile

Ponadto przyznano 9 Nagród Internautów w poszczególnych kategoriach:
- Całkiem kobiece: Pokonać raka
- Męski punkt widzenia: Wawrzyniec Prusky
- O moich dzieciach: Moja córcia i inne zwierzęta futerkowe
- Foto i komiks: Korsze
- Polityka: Polska krasno-ludowa
- Warsztaty Literackie: Ciepłe światełko Magdy M.
- Teen (10 -15 lat): WoRld Of BloGgErS...
- Świat Młodych (16 – 22 lata): Świat myśli
- O wszystkim: To wszystko się zdarzyło

## Blog Roku 2006[2]
Do konkursu zgłoszono prawie 60 tysięcy blogów.
Kapituła w składzie: Małgorzata Domagalik (Całkiem kobiece), Marcin Meller (Męski punkt widzenia), Monika Tarka – Kilen (O dzieciach), Beata Pawlikowska (Cztery strony świata), Grzegorz Miecugow (Polityka), Tomasz Gudzowaty (Fotografia), Wojciech Kuczok (Warsztaty literackie), Monika Brodka (Świat młodych), Blog 27 (Teen) oraz Wawrzyniec Prusky (triumfator Bloga Roku 2005) i Halina Worwa, przyznała:
- Blog Roku 2006: Angel is red
- Blog Roku 2006 II Nagroda: Dwa światy
- Blog Roku 2006 III Nagroda: Blog Walpurga

Blogi wyróżnione przez jury:
- mały WIELKI majcik
- 9 miesięcy w Ameryce...

Ponadto przyznano 9 Nagród Internautów
- Całkiem kobiece: Quadratura koła
- Męski punkt widzenia: Dwa światy
- O dzieciach: mały WIELKI majcik
- Polityka: Adam Haribu blog
- 4 strony świata: Bo tyle się dzieje
- Warsztaty literackie: ..::Tokio Hotel und Fantasie Story::..
- Fotografia: mój mały świat/Tymotek
- Świat Młodych: W poprzek czasu
- Teen: Zapisane chwile, moje życie i mój mały świat...

## Blog Roku 2007[3]
Do konkursu zgłoszono ponad 15 tysięcy blogów.
Kapituła w składzie: Monika Luft (Ja i moje życie), Katarzyna Kolenda-Zaleska (Polityka), Bartek Chaciński (Kultura), Ewa Białołęcka (Blogi literackie), Adam Grzanka (Absurdalne i offowe), Michał Kreczmar (Profesjonalne), Joanna Lamparska (Podróże i szeroki świat), Łukasz Trzciński (Foto, video, komiks), Edwin Bendyk (Moje zainteresowania i pasja), Ala Boratyn (Teen), przyznała:
Blog Roku 2007:
- W stronę precla

Blogi wyróżnione przez jury:
- Skafander i hiena
- Brwinoff
- Mola i skota podroze dalekie i bliskie

Wyróżnienia pozakonkursowe dla blogerów, którzy w szczególny sposób przyczynili się do popularyzacji blogów:
- znikające piksele endo i belle
- net to: internet wypunktowany: blog marcina Jagodzińskiego
- Ludwika Dorna Blog powyborczy

Ponadto przyznano 10 Nagród Internautów:
- Ja i moje życie: skafander-i-hiena blog
- Profesjonalne: Fusy, czyli surfing na falach Elliota
- Polityka: Janusz Korwin Mikke
- Podróże i szeroki świat: Start
- Kultura: Qui penis aquam turbat?
- Foto, video, komiks: Cztery pory roku
- Blogi literackie: Michał Daniel Mordarski
- Moje zainteresowania i pasje: fotografia stereoskopowa, 3D
- Zabawne i zwariowane: Notatnik Super Niani
- Teen: D-D-P- Dominika&Daria&Patrycja- czyli nasze życie.

## Blog Roku 2008[4]
Do konkursu zgłoszono ponad 9 tysięcy blogów.
Kapituła w składzie: Dorota Wellman (Ja i moje życie), Twożywo (Foto, video, komiks), Jarosław Flis (Profesjonalne), Jacek Żakowski (Polityka), Monika Rogozińska (Podróże i szeroki świat), Wojciech Mann (Kultura), Sławomir Shuty (Blogi literackie), Tadeusz Sznuk (Moje zainteresowania i pasje), Rafał Bryndal (Absurdalne i offowe), Nefer (Teen), przyznała:
Blog Roku 2008:
- Mój tata!

Wyróżnienia Główne:
- Londyn
- Mroczne kalesony by Adam Fidusiewicz

Wyróżnienia Specjalne za szczególną popularyzację blogów:
- Dziennik Krystyny Jandy
- Antyweb
- Z życia seniorki

Najlepsze blogi w kategoriach tematycznych wybrane przez poszczególnych członków jury:
- Ja i moje życie: MajTeczki zmagania z grawitacją
- Profesjonalne: Zychalska.com
- Polityka: Blog Joanny Senyszyn
- Podróże i szeroki świat: millagreg
- Kultura: Zawsze Kwadrat, głupcze!
- Foto, video, komiks: www.marszu.com Fotografia
- Blogi literackie: Poezja prowincjonalna
- Moje zainteresowania i pasje: Moje Wypieki
- Absurdalne i offowe: Retrobottega
- Teen: Mój Tata

Jury Bloga Blogerów (laureat Nagrody Głównej i zdobywcy Wyróżnień Głównych) przyznało wyróżnienie:
- Blog Blogerów – Stanisław Michalkiewicz
- Blog Teen Blogerów- Marcin Malik

## Blog Roku 2009[5]
Do konkursu zgłoszono 5980 blogów.
Kapituła w składzie: Odeta Moro-Figurska (Ja i moje życie), Lidia Popiel (Foto, video, komiks), Grzegorz Marczak (Profesjonalne), Tomasz Sekielski (Polityka), Marek Kalmus (Podróże i szeroki świat), Krystian Lupa (Kultura), Sylwia Chutnik (Blogi literackie), Robert Makłowicz (Moje zainteresowania i pasje), Joanna Kołaczkowska (Absurdalne i offowe), Kaja Kudełko (Teen), przyznała:
Blog Roku 2009:
- ... zimno --- zimno --- zimno

Wyróżnienia Główne:
- Paula i Pan Śmieciuch
- Reklamy, które chcesz oglądać

Wyróżnienia Specjalne za szczególną popularyzację blogów:
- Ryszard Czarnecki
- bartpogoda.net
- mediafun

Najlepsze blogi w kategoriach tematycznych wybrane przez poszczególnych członków jury:
- Ja i moje życie: Photos 4 you, czyli świat okiem komórki
- Profesjonalne: Reklamy, które chcesz oglądać
- Polityka: Bronię Senatora!
- Podróże i szeroki świat: Świato
- Kultura: Ostatni fotel po prawej stronie
- Foto, video, komiks: bartosz sobanek
- Blogi literackie: ... zimno --- zimno --- zimno
- Moje zainteresowania i pasje: Stanikomania!
- Absurdalne i offowe: I’m just stardog-champion
- Teen: Brejkam wszystkie rule

Jury Bloga Blogerów (laureat Nagrody Głównej i zdobywcy Wyróżnień Głównych) przyznało wyróżnienie:
- Blog Blogerów – Orwell 2006
- Blog Teen Blogerów – Bartłomiej Wanot

## Blog Roku 2010[6]
Do konkursu zgłoszono 4722 blogów.
Kapituła w składzie: Anna Maruszeczko (Ja i moje życie), Aleksander Bochenek (Foto, video, komiks), Maciej Budzich (Profesjonalne), Monika Olejnik (Polityka), Filip Niedenthal (Podróże i szeroki świat), Jerzy Stuhr (Kultura), Katarzyna Grochola (Blogi literackie), Jolanta Kwaśniewska (Moje zainteresowania i pasje), Maria Czubaszek-Karolak (Absurdalne i offowe), Maciej Musiał (Teen), przyznała:
Blog Roku 2010:
- Zapiski z Granitowego Miasta

Wyróżnienia Główne:
- Andzia i jej nieborak
- daj dwie fajki – dajdwiefajki.blox.pl

Wyróżnienie Specjalne:
- Blog o sztuce- Justyna Napiórkowska

Wyróżnienia Specjalne za szczególną popularyzację blogów:
- White Plate
- Bez sloganu
- Wrocław z wyboru – wroclawzwyboru.pl

Najlepsze blogi w kategoriach tematycznych wybrane przez poszczególnych członków jury:
- Ja i moje życie: Andzia i jej nieborak
- Profesjonalne: Sekrety sprzedaży i marketingu sieciowego
- Polityka: Śląsk oczami ślązaka
- Podróże i szeroki świat: Klapki Kubota State Of Mind
- Kultura: Blog o sztuce- Justyna Napiórkowska
- Foto, video, komiks: Transfokator karm oczęta
- Blogi literackie: Paczucha.blog
- Moje zainteresowania i pasje: Zapiski z Granitowego Miasta
- Absurdalne i offowe: Elka Gra
- Teen: Prawdziwa miłość przemija... – bieberforever-stories

Jury Bloga Blogerów (laureat Nagrody Głównej i zdobywcy Wyróżnień Głównych) przyznało wyróżnienie:
- Blog Blogerów – Zapiski z Granitowego Miasta

## Blog Roku 2011[7]
Do konkursu zgłoszono 3602 blogów.
Kapituła w składzie: Anna Dziewit-Meller (Ja i moje życie), Henryk Sawka (Foto, video, komiks), Natalia Hatalska (Profesjonalne), Janina Paradowska (Polityka), Tomasz Michniewicz (Podróże i szeroki świat), Michał Żebrowski (Kultura), Zygmunt Miłoszewski (Blogi literackie), Martyna Wojciechowska (Moje zainteresowania i pasje), Tomasz Sianecki (Absurdalne i offowe), Julia Wróblewska (Teen), przyznała:
Blog Roku 2011:
- Paragon z podróży

Wyróżnienia Główne:
- PiktoGrafiki
- Zorkownia

Wyróżnienia Specjalne za szczególną popularyzację blogów:
- Make Life Easier
- Macierzyństwo bez lukru
- Lekko Stronniczy

Najlepsze blogi w kategoriach tematycznych wybrane przez poszczególnych członków jury:
- Ja i moje życie: Mój Syn Franek
- Profesjonalne: Blog Ojca Leona Knabita OSB
- Polityka: Science in fiction
- Podróże i szeroki świat: Paragon z podróży
- Kultura: Co się dziwisz
- Foto, video, komiks: PiktoGrafiki
- Blogi literackie: Zorkownia
- Moje zainteresowania i pasje: Pani Niteczka prezentuje
- Absurdalne i offowe: Mam wątpliwość
- Teen: Natchniona

Jury Bloga Blogerów (laureat Nagrody Głównej i zdobywcy Wyróżnień Głównych) przyznało wyróżnienie:
- Blog Blogerów – Zorkownia

## Blog Roku 2012[8]
Do konkursu zgłoszono ponad 4000 blogów.
Kapituła w składzie: Marek Kamiński (Ja i moje życie), Anna Mucha (Lifestyle), Katarzyna Zielińska (Pasje i zainteresowania), Marcin Meller (Polityka i społeczeństwo), Agata Passent (Literackie i kulturalne), Rafał Olejniczak (Artblogi), Eliza Mórawska (Zdrowie i kulinaria), Artur Kurasiński (Firmowe i profesjonalne), Hania Knopińska-Grzenkowicz (Vlogi), Honorata Skarbek (Teen), przyznała:
Blog Roku 2012:
- From movie to the kitchen

Wyróżnienia Główne:
- Paczki w podróży
- Zuch próbuje rysować

Wyróżnienia Specjalne za szczególną popularyzację blogów:
- Podążam swoją drogą
- Ona ma siłę...
- Piksele

Najlepsze blogi w kategoriach tematycznych wybrane przez poszczególnych członków jury:
- Ja i moje życie: 2PLUS4
- Lifestyle: Paczki w podróży
- Pasje i zainteresowania: Kobiety biegają
- Polityka i społeczeństwo: Na marginesie życia
- Literackie i kulturalne: Tylko spokojnie
- Artblogi: Zuch próbuje rysować
- Zdrowie i kulinaria: Smakołyki alergika
- Firmowe i profesjonalne: Jacek Kotarbiński blog marketingu
- Vlogi: Kolorowyvlog
- Teen: Cztery Żywioły

Jury Bloga Blogerów (laureat Nagrody Głównej i zdobywcy Wyróżnień Głównych) przyznało wyróżnienie:
- Blog Blogerów – Zwierz popkulturalny

## Blog Roku 2013[9]
Do konkursu zgłoszono ponad 2780 blogów.
Kapituła w składzie: Małgorzata Rozenek (Ja i moje życie), Dorota Soszyńska (Moda i uroda), Tatiana Okupnik (Twórczość artystyczna), Krzysztof Hołowczyc (Pasje i zainteresowania), Patryk Świątek (Podróże), Novika (Kultura i popkultura), Tomasz Jakubiak (Kulinarne), Jacek Kotarbiński (Firmowe i profesjonalne), Jarosław Kuźniar (Polityka, publicystyka, społeczeństwo), Sebastian Rutkowski (Blogi nastolatków), przyznała:
Blog Roku 2013:
- Halo Ziemia

Wyróżnienia Główne:
- Jak oszczędzać pieniądze
- Kołem się toczy

Wyróżnienia Specjalne od Onetu:
- JESTEM.MOBI
- MR.VINTAGE
- Polimaty

Najlepsze blogi w kategoriach tematycznych wybrane przez poszczególnych członków jury:
- Ja i moje życie: i10
- Moda i uroda: Poziom
- Twórczość artystyczna: Lifenotes
- Pasje i zainteresowania: Manufaktura Radości
- Kultura i popkultura: AreYouWatchingClosely?
- Podróże: z2strony.pl
- Kulinarne: Jadłonomia
- Profesjonalne i firmowe: Jak oszczędzać pieniądze?
- Blogi nastolatków: Pamiętnik Jessiki
- Polityka, publicystyka, społeczeństwo: Halo Ziemia

Jury Bloga Blogerów (laureat Nagrody Głównej i zdobywcy Wyróżnień Głównych) przyznało wyróżnienie:
- Blog Blogerów – Halo Ziemia

## Blog Roku 2014
Do konkursu zgłoszono 2693 blogi.
Kategorie do 10. edycji konkursu Blog Roku wybrane na drodze głosowania internautów i dyskusji wraz z laureatami poprzednich edycji:
1. Blogi parentingowe
2. Lifestyle
3. Życie i społeczeństwo
4. Blogi nastolatków
5. Kulinarne
6. Podróże
7. Moda i uroda
8. Pasje i twórczość
9. Literackie i kulturalne
10. Specjalistyczne i firmowe

Nowością w tej edycji jest kategoria „Tekst roku”. W nowej edycji konkursu uczestnicy będą mogli zgłaszać również wpisy ze swoich blogów.
Start 10. edycji konkursu Blog Roku odbył się 14 stycznia 2015, a nagrody zostały rozdane 3 marca 2015